# Palazzo in fortezza

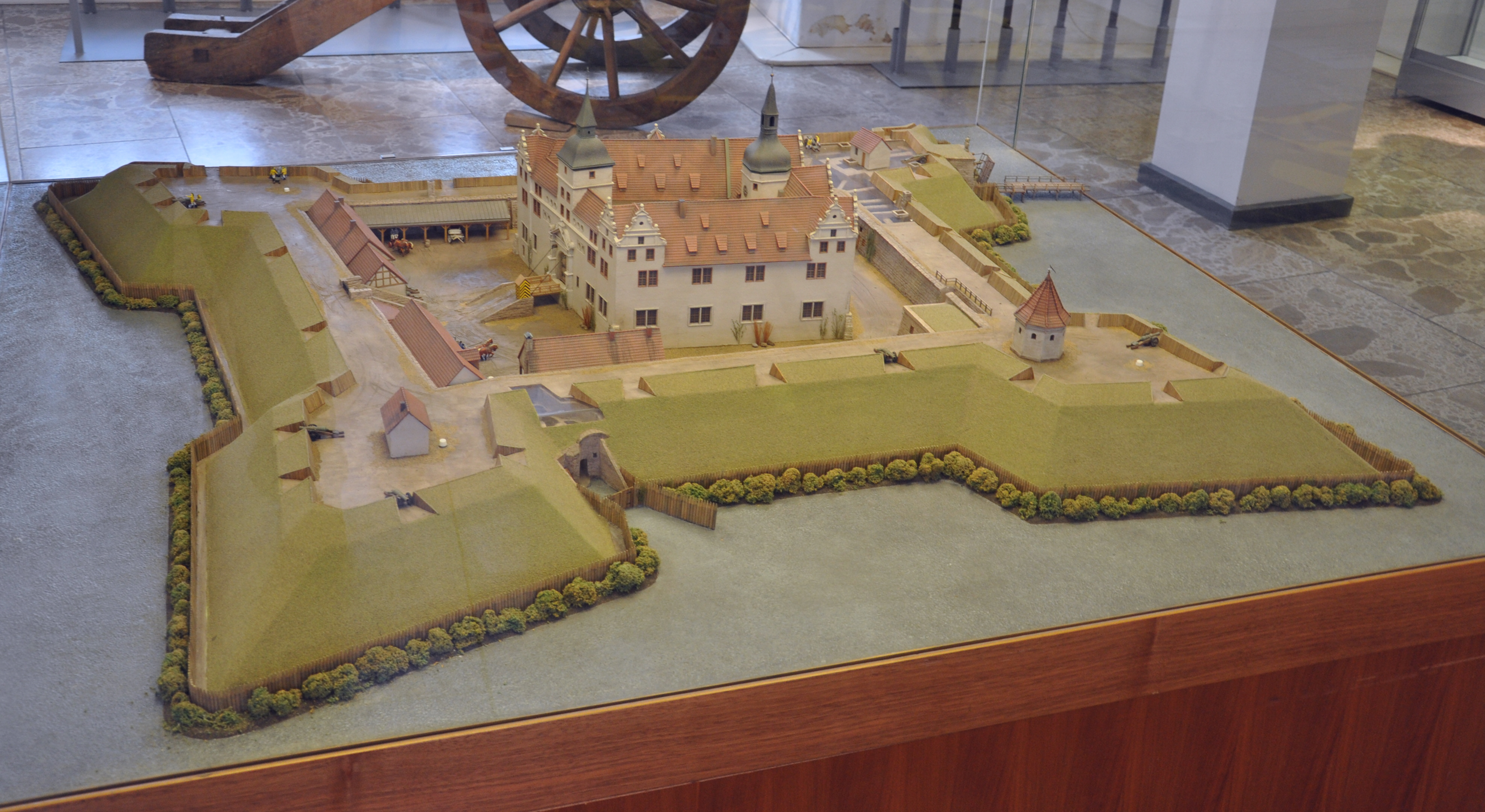
Modell des bastionierten Schlosses Senftenberg, Renaissancefestung, Brandenburg

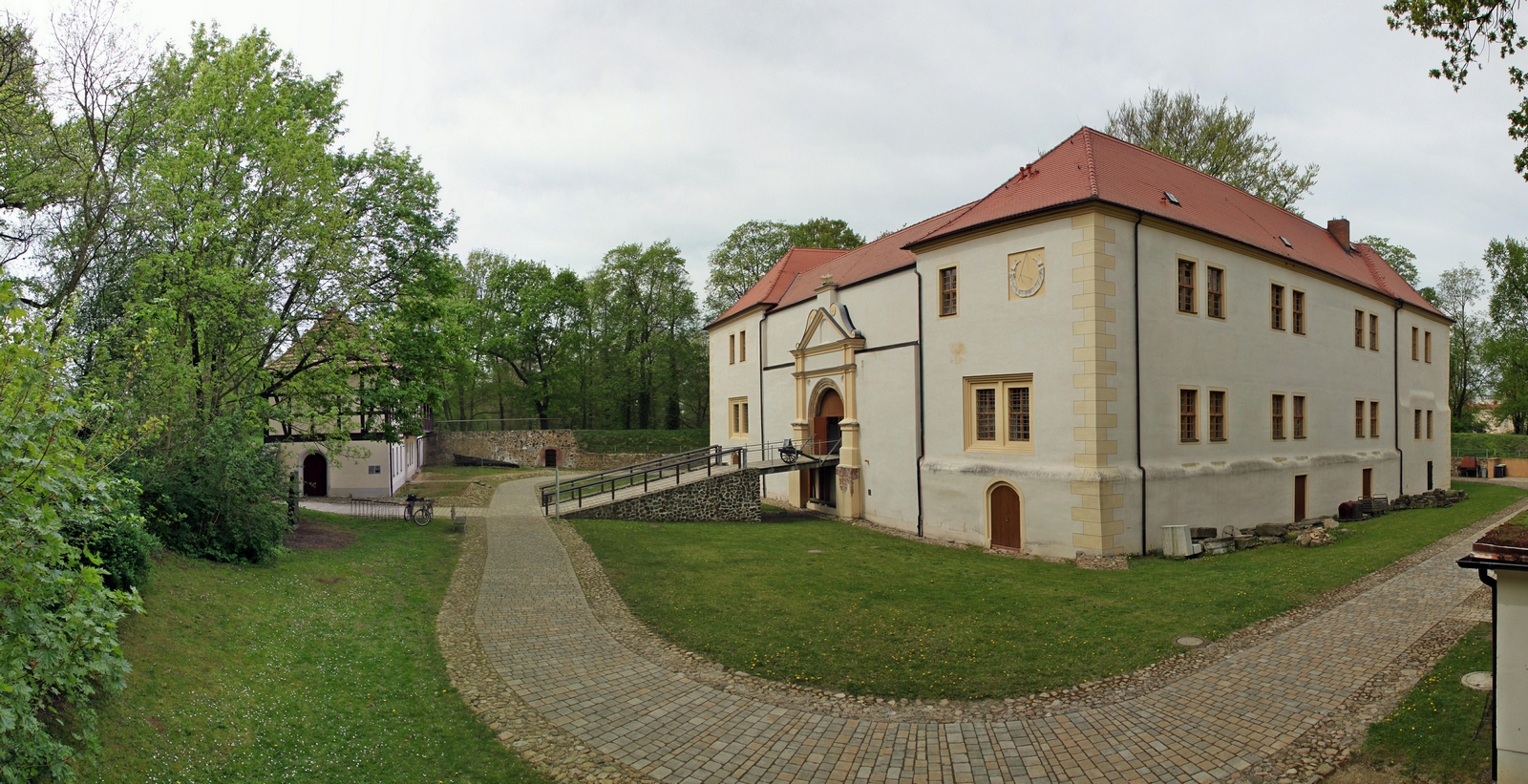
Schloss Senftenberg, innerhalb der Umwallung, ein „Palazzo in fortezza“ (Schloss in einer Festung)

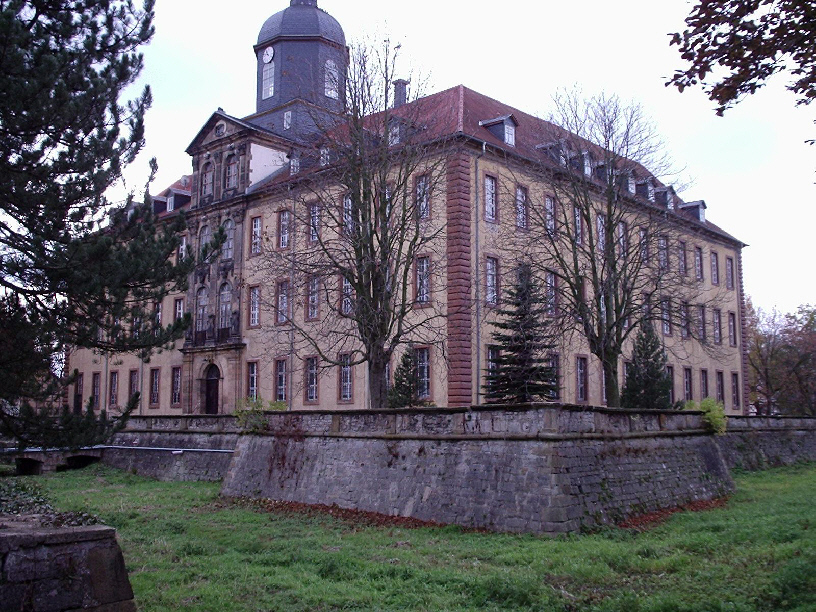
Symbolisch bastioniertes barockes Jagdschloss Friedrichswerth, Thüringen

Als Palazzo in fortezza („befestigtes Schloss“) werden Paläste oder Schlösser bezeichnet, die von Festungsanlagen (oder symbolisch angedeuteten Festungsanlagen) umgeben sind.

## Geschichte
Diese Bauform entstand im frühen 16. Jahrhundert in Italien und war bis weit in das 17. Jahrhundert hinein üblich. Dem Baukonzept lag dabei die Idee zugrunde, militärische Aufgaben von den repräsentativen und zivilen einer Residenz architektonisch klar voneinander abzugrenzen.
Im Auftrag des Kardinals Alessandro Farnese begann der Ingenieur Antonio da Sangallo der Ältere 1515 bei Caprarola mit dem Bau des befestigten Erdgeschosses eines Palazzo in fortezza. Von 1559 bis 1573 folgte unter Giacomo Barozzi da Vignola der Bau des eigentlichen Palastes, des Palazzo Farnese von Caprarola. Unter Alessandro Pasqualini entstand seit 1549 der erste Palazzo in fortezza auf deutschem Boden: das Schloss Jülich innerhalb der Zitadelle Jülich. Besonderer Beliebtheit erfreute sich diese Bauweise bei polnischen Adeligen, die ihre Landhäuser von italienischen Baumeistern befestigen ließen. So wurde das im 14. Jahrhundert errichtete Schloss bei Wiśnicz von 1621 bis 1625 mit Befestigungsanlagen umgeben.
Während in der Renaissancezeit immer(?) „echte“ Befestigungsanlagen/Bastionen um die Schlösser errichtet wurden (entsprechend den realen Gefahren im Dreißigjährigen Krieg), deutete man im Barock die Festungsanlage meist nur noch symbolisch an. Beispielsweise  bei Schloss Friedrichswerth in Thüringen, einem barocken Jagdschloss. Wie auch am barocken Schloss Seibersdorf in Österreich.
Neu errichtete Residenzen wie in Podhorce (Burg Pidhirzi) und Krzyżtopór wurden nach dem Vorbild des Palazzo in Caprarola oft (nur noch) auf einem bastionierten Erdgeschoss errichtet. Ein derartiger Palazzo in fortezza findet sich auch im mährischen Austerlitz. Aber auch im Barock wurden vereinzelt noch echte Festungsanlagen um ältere Schlösser oder Schloßneubauten errichtet, beispielsweise das neu errichtete Schloss Friedenstein mit eigener Festungsanlage (heute nur noch unterirdische Kasematten von der Festung erhalten) in Gotha.

## Bemerkenswerte erhaltene Beispiele in Deutschland und Europa

### Deutschland
Die Liste ist nach Bundesländern geordnet.
- Schloss Hohenzollern, Baden-Württemberg
- Festung Rosenberg mit Schlossanlage, Bayern
- Festung Marienberg mit Schlossanlage, Bayern
- Schloss Willibaldsburg, Bayern
- Festung Senftenberg mit Schloss, Brandenburg, besterhaltene Festung Deutschlands in reiner Erdbauweise
- Schloss Steinau, festungsartiges Burgschloss, Hessen
- Festung Spantekow mit Renaissanceschloss, Mecklenburg-Vorpommern
- befestigtes Renaissance-Wasserschloss Landskron, Ruine, Mecklenburg-Vorpommern
- Schloss Landestrost mit Festung, gut erhalten, Niedersachsen
- Schloss Pyrmont mit Festung, erhalten, Niedersachsen
- Zitadelle Jülich mit Schloss, erhalten, Nordrhein-Westfalen
- Schloss Sonnenstein mit Festung, teilweise entfestigt, Sachsen
- Moritzburg (Halle (Saale)), Burgschloss mit Rondellen, Sachsen-Anhalt
- Festung Mansfeld mit drei Schlössern und Schlosskirche, teilentfestigt, Ruinen, Sachsen-Anhalt
- Festung Wendelstein (Memleben) mit zwei/drei Schlössern, größtenteils Ruine, Sachsen-Anhalt
- Schloss Moritzburg (Zeitz) mit Festungsanlage, innerer Befestigungsring erhalten, Sachsen-Anhalt
- Schloss Friedrichswerth, symbolisch bastioniertes barockes Jagdschloss, komplett erhalten, Thüringen
- Schloss Friedenstein mit barocker Festungsanlage, teilweise geschleift, Kasematten erhalten, Thüringen
- Festung Heldrungen mit Wasserschloss, gut erhaltene Festungsanlagen mit doppeltem Wassergraben, Rondellen und Eckbastionen, Thüringen

### Europa
Die Liste ist nach Ländern geordnet. 
- Schloss Seibersdorf, symbolisch bastioniertes Barockschloss, komplett erhalten, Österreich
- Schloss Krzyżtopór, bastioniertes Schloss, Ruine, Polen
- Schloss Łańcut, Polen
- Schloss Nowy Wiśnicz, Polen
- Burg/Schloss Wawel, Polen
- Schloss Kronborg, Dänemark
- Burg Häme, Finnland
- Schloss Kalmar, Schweden
- Palazzo Farnese (Caprarola), Italien

Siehe auch: Fünfeck#Architektur und Festungsbau

## Liste der mit Festungsanlagen umgebenen, bastionierten oder rondellierten Schlösser
In der Liste sind auch entfestigte oder abgegangene Anlagen aufgeführt.

### Deutschland
Die Liste ist nach Bundesländern geordnet.
- Wasserschloss Eichelsheim, abgerissen, Baden-Württemberg
- Festung Hohentwiel mit ehem. Schloss Twiel, Ruine, Baden-Württemberg
- Schloss Hohenzollern, Baden-Württemberg
- Heidelberger Schloss, Baden-Württemberg
- Schloss Johannisburg, geplantes bastioniertes Schloss, nur eine Bastion wurde errichtet, Bayern
- Schloss Willibaldsburg, Bayern
- Festung Rosenberg mit Schlossanlage, Bayern
- Schloss Plassenburg, Bayern
- Wülzburg mit Schlossbau, Bayern
- Festung Marienberg mit Schlossanlage, Bayern
- Festung Senftenberg mit Schloss, Brandenburg, besterhaltene Festung Deutschlands in reiner Erdbauweise
- Harburger Schloss in ehem. Festungsanlage, geschleift, Schlossrest erhalten, Hamburg
- Schloss Babenhausen (Hessen) mit Festungsanlage, Hessen
- burgartiges Dillenburger Schloss mit Festungsanlage, Hessen
- ehemaliges landgräfliches Residenzschloss Kassel, abgegangen, Hessen
- Festung Burg Königstein, von der Schlossanlage nur Ruinenreste erhalten, Hessen
- mutmaßlich ehem. Schloss Lich, da in eine Festungsstadt einbezogen gewesen, Hessen
- burgartiges Marburger Schloss mit Festungsanlage, Hessen
- ehem. Schloss Philippseck, geschleift, Hessen
- Schloss Steinau, festungsartiges Burgschloss, Hessen
- ehem. Festung und Schloss Poel, geschleift, Mecklenburg-Vorpommern
- ehem. Zitadelle des Schweriner Schlosses, Befestigungen geschleift, Mecklenburg-Vorpommern
- Festung Spantekow mit Renaissanceschloss, Mecklenburg-Vorpommern
- befestigtes Renaissance-Wasserschloss Landskron, Ruine, Mecklenburg-Vorpommern
- Zitadelle um ehem. Residenzschloss Wolgast, Anlage komplett abgetragen, Mecklenburg-Vorpommern
- ehem. Schloss Averborg, umgestaltet/Neubau ab 1851, Niedersachsen
- Wasserschloss Bederkesa mit Festungsanlage, Teile erhalten, Niedersachsen
- Wasserschloss Bleckede mit Festungsanlage, Niedersachsen
- Schloss Bremervörde mit Festung, geschleift, Teile der Vorburg und Wallanlagen erhalten, Niedersachsen
- Schloss Bückeburg mit Festung, entfestigt, Niedersachsen
- Schloss Celle mit Festung, entfestigt, Wassergraben der Festung erhalten, Niedersachsen
- Schloss Erichsburg mit Festung, entfestigt,  Niedersachsen
- Schloss Burg Stickhausen mit Festung, entfestigt, Niedersachsen
- ehem. Wasserschloss Esens, abgegangen, Niedersachsen
- Burg Friedeburg mit Festung, geschleift, geringe Reste vorhanden, Niedersachsen
- Schloss Gifhorn, entfestigt, Niedersachsen
- Schloss Jever, entfestigt, Niedersachsen
- ehem. Renaissance-Wasserschloss Lage (Dinkel), zerstört, geringe Reste, Niedersachsen
- ehem. Wasserschloss Langwedel (Weser), geschleift, minimale Reste, Niedersachsen
- ehem. Festung Leerort mit Schlossanlage, geschleift, Wallanlagen erhalten, Niedersachsen
- Schloss Neuenburg (Zetel) mit Festungsanlage, entfestigt, Niedersachsen
- Schloss Landestrost mit Festung, gut erhalten, Niedersachsen
- ehem. Schloss Nienburg, bastioniertes Schloss, abgerissen, Niedersachsen
- ehem. bastioniertes Schloss Oldenburg, entfestigt, Niedersachsen
- Zitadelle Petersburg (Osnabrück) mit Schlossanlage, komplett geschleift, Niedersachsen
- Festung Calenberg mit Schlossanlage, teilweise geschleift, Ruine, Niedersachsen
- Wasserschloss Peine mit Festung, Ruine, Niedersachsen
- Schloss Pyrmont mit Festung, erhalten, Niedersachsen
- Schloss Rethem, bastioniertes Wasserschloss, Teile erhalten, Niedersachsen
- Wasserschloss Rodenberg mit Festungsanlage, fast komplett abgerissen, Niedersachsen
- ehem. Wasserschloss Stolzenau, abgerissen, Niedersachsen
- Wasserschloss Auburg, entfestigt, Schloss erhalten, Niedersachsen
- bastioniertes Wasserschloss Kniphausen, entfestigt und Teilabriss, Niedersachsen
- ehem. Schloss Wittmund, abgerissen, Wallanlagen erhalten, Niedersachsen
- Zitadelle Ludgerusburg mit Schlossanlage, zerstört, Ruine, Nordrhein-Westfalen
- Fürstliches Residenzschloss Detmold mit Festung, entfestigt, Wassergraben der Festung erhalten, Nordrhein-Westfalen
- Zitadelle Jülich mit Schloss, erhalten, Nordrhein-Westfalen
- Wasserschloss Rheydt mit Festung, entfestigt, Nordrhein-Westfalen
- Haus Horst (Mönchengladbach) mit Festung, entfestigt, Nordrhein-Westfalen
- ehem. Schloss Philippsburg (Koblenz), bastioniertes Schloss, abgetragen, Rheinland-Pfalz
- Wasserschloss Crottorf, rondelliertes Schloss, Rheinland-Pfalz
- Festung Altes Homburger Schloss, geschleift, Ruine, Saarland
- Schloss Sonnenstein mit Festung, teilweise entfestigt, Sachsen
- sogenanntes Neues Schloss bei Braunschwende, Investitionsruine des 16. Jh. mit Wallanlagen und Gräben, Sachsen-Anhalt
- Moritzburg (Halle (Saale)), Burgschloss mit Rondellen, Sachsen-Anhalt
- Festung Mansfeld mit drei Schlössern und Schlosskirche, teilentfestigt, Ruinen, Sachsen-Anhalt
- Festung Wendelstein (Memleben) mit zwei/drei Schlössern, größtenteils Ruine, Sachsen-Anhalt
- Schloss Moritzburg (Zeitz) mit Festungsanlage, innerer Befestigungsring erhalten, Sachsen-Anhalt
- Wasserschloss Breitenburg mit Festung, entfestigt, Schleswig-Holstein
- ehem. Ratzeburger Schloss, bastioniertes Schloss, total abgerissen, Schleswig-Holstein
- Schloss Gottorf, bastioniertes Schloss, entfestigt, Schleswig-Holstein
- Schloss Friedrichswerth, symbolisch bastioniertes barockes Jagdschloss, komplett erhalten, Thüringen
- ehem. Festung Grimmenstein mit Schlossanlage, rondelliertes Schloss, komplett geschleift, Thüringen
- Schloss Friedenstein mit barocker Festungsanlage, teilweise geschleift, Kasematten erhalten, Thüringen
- Festung Heldrungen mit Wasserschloss, gut erhaltene Festungsanlagen mit doppeltem Wassergraben, Thüringen
- Schloss Bertholdsburg, ehem. rondelliertes Schloss, größtenteils entfestigt, Thüringen

### Europa
Die Liste ist nach Ländern geordnet. 
- Schloss Guntersdorf, ehem. bastioniertes Wasserschloss, entfestigt, Österreich
- Schloss Seibersdorf, symbolisch bastioniertes Schloss, komplett erhalten, Österreich
- Schloss Wilfersdorf, ehem. bastioniertes Schloss, entfestigt, Österreich
- Schloss Ebreichsdorf, ehem. bastioniertes Wasserschloss, entfestigt, Österreich
- Riegersburg (Burg), Österreich
- Schloss Arensburg in Kuressaare auf Ostseeinsel Saaremaa/Ösel, Estland
- ehem. Festung Altes Schloss Birsen/Biržai, Reste der Wallanlagen, Litauen
- rondellierte Burgruine Kaunas, Litauen
- Memelburg, Reste der Wallanlagen und Bastionen, Litauen
- Nowy Wiśnicz, bastioniertes Schloss, Polen
- Schloss Krzyżtopór, bastioniertes Schloss, Ruine, Polen
- Burg/Schloss Wawel, Polen
- Schloss Pardubice, bastioniertes Schloss, Tschechien
- Slavkov u Brna, bastioniertes Schloss, Tschechien
- Schloss Sternberg, bastioniertes Schloss, Tschechien
- Schloss Aalborghus, Dänemark
- Schloss Kronborg, Dänemark
- Burg Häme, Finnland
- Festung Akershus, Norwegen
- Festung Älvsborg, Ruine, Schweden
- Schloss Kalmar, Schweden
- Malmöhus, Schweden
- Schloss Borgholm, Ruine, Schweden